# Municipio de Washington (condado de Gloucester)
El municipio de Washington (en inglés: Washington Township) es un municipio ubicado en el condado de Gloucester en el estado estadounidense de Nueva Jersey. En el año 2010 tenía una población de 48.559 habitantes y una densidad poblacional de 871,8 personas por km².

## Geografía
El municipio de Washington se encuentra ubicado en las coordenadas 39°44′24″N 75°04′06″O / 39.74000, -75.06833.

## Demografía
Según la Oficina del Censo en 2000 los ingresos medios por hogar en el municipio eran de $91,758 y los ingresos medios por familia eran $95,428. Los hombres tenían unos ingresos medios de $51,319 frente a los $35,018 para las mujeres. La renta per cápita para la localidad era de $25,705. Alrededor del 3.2% de la población estaba por debajo del umbral de pobreza.